# Ернст Фалькбеєр
Ернст Карл Фалькбеєр (нім. Ernst Karl Falkbeer; 27 червня 1819, Брюнн, — 14 грудня 1885, Відень) — австрійський шахіст і шаховий літератор. Шаховий журналіст; засновник першого австрійського шахового журналу «Wiener Schachzeitung» (1855), один з редакторів журналу «The Chess Player's Magazine».
Жив у Німеччині (1848–1852), де грав проти А. Андерсена, Ж. Дюфрена та інших провідних майстрів. 1852 року повернувся до Відня. В 1855—1864 жив у Лондоні. В 1856 зіграв унічию матч проти Г. Берда — 8½: 8½ (+7-7 =3). На міжнародному турнірі в Бірмінгемі (1858; єдиний турнірний виступ) розділив 1-2-е місця з Й. Левенталем, якому програв додатковий матч — 2½: 4½ (+1-3 =3). Розробив контргамбіт, який має назву (Контргамбіт Фалькбеєра).